# Blake Coleman
Blake Coleman (* 28. November 1991 in Plano, Texas) ist ein US-amerikanischer Eishockeyspieler, der seit Juli 2021 bei den Calgary Flames in der National Hockey League unter Vertrag steht. Zuvor gewann er in den Playoffs 2020 und 2021 mit den Tampa Bay Lightning den Stanley Cup. Zudem verbrachte der Center fünf Jahre in der Organisation der New Jersey Devils.

## Karriere
Blake Coleman spielte in seiner Jugend unter anderem für die Tri-City Storm sowie die Indiana Ice in der United States Hockey League (USHL), der ranghöchsten Juniorenliga der USA. Der Durchbruch gelang ihm dort in der Saison 2010/11 im Trikot der Ice, als er die gesamte Liga in Vorlagen (58), Punkten (92) sowie in der Plus/Minus-Statistik (+52) anführte. Infolgedessen zeichnete man den Angreifer als Spieler des Jahres aus und wählte ihn ins USHL First All-Star Team, bevor er auch im anschließenden NHL Entry Draft 2011 an 75. Position von den New Jersey Devils Berücksichtigung fand. Zum Herbst 2011 begann Coleman ein Studium der Unternehmensführung (business management) an der Miami University in Ohio und lief in den folgenden vier Jahren für deren Eishockeyteam, die Miami Redhawks, in der National Collegiate Athletic Association (NCAA) auf. Dort etablierte sich der Center als regelmäßiger Scorer und kam in der Saison 2014/15 mit 37 Punkten aus 37 Spielen auf einen Punkteschnitt von 1,0.
Anschließend unterzeichnete Coleman im Juli 2015 einen Einstiegsvertrag bei den New Jersey Devils. Diese setzten ihn vorerst bei ihrem Farmteam, den Albany Devils, in der American Hockey League (AHL) ein, wo er in der Spielzeit 2015/16 aufgrund einer Schulterverletzung allerdings nur 14 Spiele absolvierte. Nach einer halben Saison regelmäßiger AHL-Einsatzzeit gab er schließlich im Januar 2017 sein Debüt für die New Jersey Devils in der National Hockey League (NHL), dem bis zum Ende der Spielzeit 22 weitere Partien folgten. Das AHL-Spieljahr beendete er mit 39 Punkten in 52 Spielen für die Albany Devils. Mit Beginn der Saison 2017/18 etablierte sich Coleman in New Jerseys NHL-Aufgebot und kommt dort seither regelmäßig zum Einsatz.
Nach fünf Jahren in New Jersey wurde Coleman im Februar 2020 an die Tampa Bay Lightning abgegeben. Im Gegenzug erhielten die Devils Nolan Foote sowie ein Erstrunden-Wahlrecht für den NHL Entry Draft 2020. Letzteres verschiebt sich automatisch um ein Jahr nach hinten, sofern die Vancouver Canucks, denen das Wahlrecht ursprünglich gehörte, die Playoffs in der Saison 2019/20 verpassen sollten. Dies geschah in der Folge nicht. Mit den Lightning allerdings gewann Coleman in den Playoffs 2020 den Stanley Cup und wiederholte diesen Erfolg in den Playoffs 2021.
Nach diesen Erfolgen gelang es beiden Parteien jedoch nicht, sich nach der Saison 2020/21 auf eine Verlängerung seines auslaufenden Vertrages zu einigen, sodass er sich im Juli 2021 als Free Agent den Calgary Flames anschloss. Dort unterzeichnete er einen Sechsjahresvertrag, der ihm ein durchschnittliches Jahresgehalt von 4,9 Millionen einbringen soll.

### International
Bei der Weltmeisterschaft 2018 nahm Coleman erstmals an einem internationalen Turnier teil und gewann dort mit der Nationalmannschaft der USA die Bronzemedaille.

## Erfolge und Auszeichnungen
| - 2011 USHL-Spieler des Jahres - 2011 USHL First All-Star Team - 2015 NCHC-Meisterschaft mit der Miami University | - 2018 Bronzemedaille bei der Weltmeisterschaft - 2020 Stanley-Cup-Gewinn mit den Tampa Bay Lightning - 2021 Stanley-Cup-Gewinn mit den Tampa Bay Lightning |

## Karrierestatistik
Stand: Ende der Saison 2024/25

### International
Vertrat die USA bei:
- Weltmeisterschaft 2018

(Legende zur Spielerstatistik: Sp oder GP = absolvierte Spiele; T oder G = erzielte Tore; V oder A = erzielte Assists; Pkt oder Pts = erzielte Scorerpunkte; SM oder PIM = erhaltene Strafminuten; +/− = Plus/Minus-Bilanz; PP = erzielte Überzahltore; SH = erzielte Unterzahltore; GW = erzielte Siegtore; 1 Play-downs/Relegation; Kursiv: Statistik nicht vollständig)